# Робертс, Марк (стрикер)
Марк Робертс (англ. Mark Roberts; род. 12 декабря 1964, Ливерпуль) — известный хулиган, стрикер.
Специализируется на выбегании, как правило голым, как во время различных крупных спортивных событий, таких как теннисные турниры Большого шлема «Уимблдон» и «Ролан Гаррос», Олимпийские игры, чемпионаты мира по снукеру, синхронному плаванию, соревнования по гольфу, кёрлингу, конькобежному спорту, ряд футбольных матчей (национальные чемпионаты, финалы кубка Англии и еврокубков, Супербоул американского футбола), так и на других мероприятиях, в том числе светского характера (конкурс красоты «Мисс Вселенная», испанская коррида, выставка собак Crufts, различные кинофестивали, включая Каннский).
Начал свою «карьеру» в 1993 году в Гонконге на турнире по регби-7. Обнажённые забеги совершал несколько сотен раз в нескольких десятках стран мира, за что получил прозвище «Серийный стрикер».
В 2013 году Channel 4 о нём был снят документальный фильм Streak! The Man Who Can't Keep His Clothes On.
Отец троих детей (двое дочерей и сын).